# Sorella del sud
La sorella del sud (Caranx crysos) és un peix teleosti de la família dels caràngids i de l'ordre dels perciformes.

## Morfologia
Pot arribar als 70 cm de llargària total i als 5.050 g de pes.

## Distribució geogràfica
Es troba a les costes de l'Atlàntic oriental (des del Senegal fins a Angola, incloent-hi l'oest de la Mediterrània) i de l'Atlàntic occidental (des de Nova Escòcia al Brasil, incloent-hi el Golf de Mèxic i el Carib).